# Trimeresurus barati
Trimeresurus barati es una especie de serpientes venenosas de la familia Viperidae.

## Distribución geográfica yhábitat
Es endémica de Sumatra y, quizá, las islas Mentawai (Indonesia).